# ورکولا
ورکولا (به لاتین: Verkola) یک منطقهٔ مسکونی در روسیه است که در استان آرخانگلسک واقع شده‌است.